# Cafayate (departamento)
| Departamento Cafayete    | Departamento Cafayete                               |
| ------------------------ | --------------------------------------------------- |
| País:                    | Argentina                                           |
| Província:               | Salta                                               |
| Capital:                 | Cafayate                                            |
| Superfície:              | 1.570 km²                                           |
| População:               | 11.791 (IDEC - 2005)                                |
| Densidade:               | 7,51 hab/km²                                        |
| Var. intercensial:       | +0,05%                                              |
| Altitude:                | 1.683 m.                                            |
| Localização:             | 25° 52' S 65° 38' 20" O 26° 21' 15" S 66° 11' 34" O |
| Municípios e Comunas:    | - Cafayate - Tolombon - Las Conchas                 |
| Localização na província |                                                     |
| Departamento             |                                                     |

Departamento Cafayate é um departamento da província de Salta, na Argentina. Localizado ao sul da Província, limita-se com os Departamentos de San Carlos, La Viña e Guachipas e com as províncias de Tucumán e Catamarca.

## Geografia
Neste Departamento confluem os rios Calchaqui e Santa María, formando o Río de las Conchas, que segue ao norte e desemboca na represa Cabra Corral. 

## Turismo
O Departamento é famoso pelos seus vinhedos do tipo torrontés.